# Джуніата Тауншип (округ Гантінгдон, Пенсільванія)
Джуніата Тауншип (англ. Juniata Township) — селище (англ. township) в США, в окрузі Гантінгдон штату Пенсільванія. Населення — 437 осіб (2020).

## Демографія
Згідно з переписом 2010 року, у селищі мешкали 554 особи в 235 домогосподарствах у складі 172 родин. Було 451 помешкання
Расовий склад населення:
| - 99,5 % — білих - 0,2 % — чорних або афроамериканців - 0,2 % — азіатів |

До двох чи більше рас належало 0,2 %. Частка іспаномовних становила 0,2 % від усіх жителів.
За віковим діапазоном населення розподілялося таким чином: 18,4 % — особи молодші 18 років, 59,6 % — особи у віці 18—64 років, 22,0 % — особи у віці 65 років та старші. Медіана віку мешканця становила 49,1 року. На 100 осіб жіночої статі у селищі припадало 96,5 чоловіків;  на 100 жінок у віці від 18 років та старших — 94,8 чоловіків також старших 18 років.
Середній дохід на одне домашнє господарство  становив 72 211 долар США (медіана — 49 583), а середній дохід на одну сім'ю — 82 385 доларів (медіана — 57 143). Медіана доходів становила 42 045 доларів для чоловіків та 33 173 долари для жінок. За межею бідності перебувало 8,4 % осіб, у тому числі 36,4 % дітей у віці до 18 років та 5,5 % осіб у віці 65 років та старших.
Цивільне працевлаштоване населення становило 274 особи. Основні галузі зайнятості: освіта, охорона здоров'я та соціальна допомога — 21,5 %, роздрібна торгівля — 17,5 %, виробництво — 17,2 %.